# Hintertupfingen
Hintertupfingen (im alemannischen Sprachraum) und Hintertupfing (im bairisch-österreichischen Sprachraum, also östlich des Lechs) sind fiktive Ortsnamen in der Umgangssprache, mit denen angedeutet wird, dass ein Ort sehr klein ist und abgelegen liegt.
Der Begriff Hintertupfing(en) ist seit etwa 1920 gebräuchlich und vor allem in Süddeutschland verbreitet. Lutz Röhrich übersetzt die Redewendung „von Hintertupfingen sein“ mit „ein rechter Hinterwäldler sein“ und mit „in einem Ort wohnen, der fernab von jeglicher Zivilisation liegt“.
Bei den Modelleisenbahn-Gebäudebausätzen für Bahnhöfe der Nenngröße H0 der Gebrüder Faller GmbH gehört ein Haltepunkt Hintertupfingen zum Sortiment.
Der norwegische Puppentrickfilm Flåklypa Grand Prix aus dem Jahr 1975 wurde in Deutschland als Hintertupfinger Grand Prix vorgeführt.

## Vergleichbare Ortsnamen

### Im Deutschen
Mit Hintertupfingen vergleichbare Namen sind 
- Hinterpfupfikon bzw. Hinterpfupfike (in Teilen der östlichen Deutschschweiz) und
- Hinterfultigen (ein real existierender Weiler im Berner Umland),
- Hinterduggigen (vergleiche den real existierenden Ort Duggingen) in der Nordwestschweiz oder
- Kleinkleckersdorf im Nordosten Deutschlands.

Die Bedeutung entspricht in etwa dem fiktiven Ortsnamen Krähwinkel mit der Konnotation des Provinzialismus; weitere pejorative Bezeichnungen ohne konkreten Ortsnamen sind Kaff, Pampa oder auch jwd. Die auch häufig benutzten Orte Pusemuckel oder Posemuckel (vor allem im Nordwesten Deutschlands) existieren in Polen (heute Podmokle Wielkie und Podmokle Małe) tatsächlich. Selten wird in der Schweiz auch die Variante Hinterlupfigen verwendet.

### International
Mit Hintertupfingen vergleichbare Begriffe sind Podunk im Englischen, Nergenshuizen im Niederländischen, Gokk im Norwegischen und Xkøbing im Dänischen.